# Ostichthys delta
Az Ostichthys delta a sugarasúszójú halak (Actinopterygii) osztályának nyálkásfejűhal-alakúak (Beryciformes) rendjébe, ezen belül a mókushalfélék (Holocentridae) családjába tartozó faj.

## Előfordulása
Az Ostichthys delta elterjedési területe az Indiai-óceán nyugati részén a Réunion sziget vizei és a Csendes-óceán középső részén levő Amerikai Szamoához tartozó Tutuila sziget vizei.

## Megjelenése
Ez a hal legfeljebb 20 centiméter hosszú. Az egész teste vörös színű.

## Életmódja
Az Ostichthys delta trópusii, tengerfenék lakó hal, amely 150-200 méteres mélységekben él.